# Tengoku to jigoku
Tengoku to Jigoku (天国と地獄 Tengoku to Jigoku?,  literalmente "Cielo e Infierno"), conocida como El infierno del odio (España), es una película japonesa policial y dramática de 1963 dirigida por Akira Kurosawa. Protagonizada por Toshirô Mifune, Tatsuya Nakadai, Kyôko Kagawa, Isao Kimura, Tatsuya Mihashi y Tsutomu Yamazaki está basada libremente en la novela El secuestro del Rey de Ed McBain.
Considerada una de las mejores películas de su filmografía la película participó en el Festival de Venecia de 1963 y fue nominada al Globo de Oro como mejor película extranjera.

## Sinopsis
El ejecutivo Kingo Gondo (Mifune), tras una reunión en la empresa en la que trabaja, llega a su casa y anuncia a su familia que está en disposición de hacerse con el control de la compañía, la "National Shoe Company", comprando una participación mayoritaria. Esa misma noche recibe una llamada telefónica. Alguien afirma haber secuestrado a su hijo y exige 30 millones de yenes por su liberación. 
Sorprendentemente, el hijo de Gondo aparece en casa porque el secuestrador ha raptado en su lugar, por error, al hijo del chófer, lo cual no cambia el parecer del secuestrador que sigue exigiendo el rescate o amenaza con matar al niño. Por lo tanto, Gondo se ve en la encrucijada de decidir si usar su fortuna para apropiarse de la empresa o bien para salvar al niño, lo que implicaría su ruina económica.

## Reparto
| Actor            | Personaje             |
| ---------------- | --------------------- |
| Toshirô Mifune   | Kingo Gondo           |
| Tatsuya Nakadai  | Jefe detective Tokura |
| Kyôko Kagawa     | Esposa de Gondo       |
| Isao Kimura      | Detective Arai        |
| Tatsuya Mihashi  | Secretario de Gondo   |
| Tsutomu Yamazaki | Ginjirô Takeuchi      |

## Influencia
Kurosawa fue uno de los primeros en insertar un detalle en color dentro de una película en blanco y negro (hay varios antecedentes, como en El acorazado Potemkin) práctica que sería imitada posteriormente por otros directores como Francis Ford Coppola en Rumble Fish (1983) o Steven Spielberg en La lista de Schindler (1993). Sería la primera ocasión en que el realizador utilizara el color en sus películas.

"El celuloide a color no es suficientemente bueno para mostrar los colores de Japón... presenta una degradación del color demasiado intensa. Los colores en Japón son apagados, densos, y si hiciera una película a color tendría que mostrarlos así."
Akira Kurosawa 

El guionista de cómic Mark Millar se inspiró en parte en el argumento de esta película para el inicio del arco argumental Enemigo del Estado en la serie de cómics Wolverine.